# Martial Mischler
Martial Mischler (* 6. Juli 1964 in Straßburg) ist ein ehemaliger französischer Ringer. Er war achtfacher französischer Meister im griechisch-römischen Stil im Welter- bzw. Mittelgewicht.

## Werdegang
Martial Mischler-Riemer, wie er jetzt heißt, ist ein Mitglied der elsässischen Familie Mischler/Riemer, die seit Generationen Spitzenringer hervorbringt. Aufgewachsen in Straßburg begann er als Jugendlicher beim Ringerclub Olympia Schiltigheim mit dem Ringen. Er entwickelte sich dort zu einem hervorragenden Ringer im griechisch-römischen Stil, der im Jahre 1985 erstmals französischer Meister bei den Senioren im Weltergewicht wurde.
Bereits im Jahre 1983 begann die internationale Ringerlaufbahn von Martial Mischler mit der Teilnahme an der Junioren-Weltmeisterschaft (Espoirs) in Kristiansund/Norwegen. Er belegte dort einen  hervorragenden 4. Platz hinter solchen Könnern wie Michail Mamiaschwili aus der UdSSR, Tibor Komáromi aus Ungarn und Petar Tenew aus Bulgarien.
Im Jahre 1984 startete Martial Mischler bei den Olympischen Spielen in Los Angeles erstmals bei den Senioren bei einer internationalen Meisterschaft. Er belegte dort im Weltergewicht einen guten 6. Platz. Den gleichen Platz erreichte er auch bei der Europameisterschaft 1986 in Athen, wobei sich mit Michail Mamiaschwili, Roger Tallroth aus Schweden, Jouko Salomäki aus Finnland, Jerzy Kopański aus Polen und Ștefan Rusu aus Rumänien nur die „creme de la creme“ der Weltergewichtsringer der 1980er Jahre vor ihm platzieren konnte.
Hervorragend schnitt Martial Mischler auch bei den Olympischen Spielen 1988 in Seoul ab. Er erreichte dort mit einem Sieg über den Bulgaren Borislaw Welitschkow den 5. Platz. Einen hervorragenden 5. Platz erreicht er auch bei der Weltmeisterschaft 1989 in Martigny/Schweiz.
Im Jahre 1992 nahm Martial Mischler in Barcelona zum dritten Mal an Olympischen Spielen teil. Er kam dort im Mittelgewicht auf den 11. Platz.
Martial Mischler beschloss seine Karriere mit einem Sieg bei den Mittelmeerspielen 1993 in Languedoc-Roussillon im Weltergewicht vor Yalcin Karapinar aus der Türkei und Petros Triantafilidis aus Griechenland. Mit Yvon Riemer stand schon ein weiteres Mitglied der Familie Mischler/Riemer bereit, um die Nachfolge von Martial Mischler-Riemer anzutreten. Dieser wirkt jetzt als Trainer bei Olympia Schiltigheim.

## Internationale Erfolge
(OS = Olympische Spiele, WM = Weltmeisterschaft, EM = Europameisterschaft, GR = griech.-röm. Stil, We = Weltergewicht, Mi = Mittelgewicht, damals bis 74 kg bzw. 82 kg Körpergewicht)
- 1983, 4. Platz, Junioren-WM (Espoirs) in Kristiansund/Norwegen, GR, W, hinter Michail Mamiaschwili, UdSSR, Tibor Komáromi, Ungarn u. Petar Tenew, Bulgarien u. vor Stefan Edvardsson, Schweden u. Frank Eriksen, Norwegen;
- 1984, 6. Platz, Junioren-EM in Frederikshavn/Dänemark, GR, W, hinter Bogdanow, UdSSR, Tibor Podolski, Ungarn, Kontschatski, UdSSR, Hutuleac, Rumänien u. Timo Niemi, Finnland;
- 1984, 6. Platz, OS in Los Angeles, GR, We, mit Siegen über Awarke, Libanon u. Mukai, Japan u. Niederlagen gegen Kim Young-nam, Südkorea, Roger Tallroth, Schweden u. Karolj Kasap, Jugoslawien;
- 1985, 4. Platz, Turnier in Reims, GR, We, hinter Dobri Marinow-Iwanow, Bulgarien, Kim Young-nam u. Roger Gössner, BRD u. vor Philipp Vidal u. Patrick Tilaque, bde. Frankreich;
- 1985, 2. Platz, Grosser Preis der Bundesrepublik Deutschland in Aschaffenburg, GR, We, hinter Ștefan Rusu, Rumänien u. vor Karl-Heinz Helbing, BRD, Roger Gössner u. Norbert Hilzendegen, bde. BRD;
- 1986, 1. Platz, Turnier in Reims, GR, We, vor Raimund Feser, BRD;
- 1986, 6. Platz, Grosser Preis der BRD in Freiburg im Breisgau, GR, We, hinter Michail Mamiaschwili, Roger Tallroth, Raimund Feser u. Daulet Turlychanow, UdSSR u. vor Andreas Lemke, DDR;
- 1986, 6. Platz, EM in Athen, GR, We, hinter Michail Mamiaschwili, Roger Tallroth, Jouko Salomäki, Finnland, Jerzy Kopański, Polen u. Stefan Rusu;
- 1987, 13. Platz, WM in Clermont-Ferrand, GR, We, Sieger: Jouko Salomäki vor Józef Tracz, Polen u. Daulet Turlychanow;
- 1988, 3. Platz, Mittelmeerspiele in Latakia/Griechenland, GR, We, hinter Franc Podlesek, Jugoslawien u. Zouhair Hory, Syrien u. vor Abdelazi Tahir, Marokko u. Burhan Sabiancoglu, Türkei;
- 1988, 5. Platz, OS in Seoul, GR, We, hinter Kim Young-nam, Daulet Turlychanow, Zosef Tracz u. Janos Takacs, Ungarn u. vor Borislaw Welitschkow;
- 1989, 5. Platz, WM in Martigny/Schweiz, GR, We, hinter Daulet Turlychanow, Anton Arghira, Rumänien, Petar Tenew u. Udo Ruggaber, BRD u. vor Hiromichi Ito, Japan;
- 1990, 10. Platz, EM in Poznań, GR, We, Sieger: Torbjörn Kornbakk, Schweden vor Tuomo Karila, Finnland u. Jaroslav Zeman, Tschechoslowakei;
- 1991, 2. Platz, Mittelmeerspiele in Athen, GR, We, hinter Goran Kasum, Jugoslawien u. vor Leonidas Pappas, Griechenland, Erol Koyuncu, Türkei u. Ernesto Razzino, Italien;
- 1991, 21. Platz, WM in Warna, GR, Mi, Sieger: Peter Farkas, Ungarn vor Todor Angelow, Bulgarien u. Goran Kasum;
- 1992, 10. Platz, EM in Kopenhagen, GR, Mi, Sieger: Thomas Zander, BRD vor Magnus Fredriksson, Schweden u. Goram Kasuzm;
- 1992, 11. Platz, OS in Barcelona, GR, Mi, Sieger: Peter Farkas vor Piotr Stępień, Polen u. Daulet Turlychanow;
- 1993, 1. Platz, Mittelmeerspiele in Languedoc-Roussillon, GR, We, vor Yalcin Karapinar, Türkei, Petros Triantafilidis, Griechenland, Mohamed El-Haddad, Ägypten u. Vlado Lisjak, Kroatien

## Französische Meisterschaften
Martial Mischler-Riemer wurde französischer Meister 1985, 1986 u. 1987 im Weltergewicht u. 1988, 1989, 1990, 1991 u. 1992 im Mittelgewicht, jeweils im griech.-röm. Stil.